# تونل باد

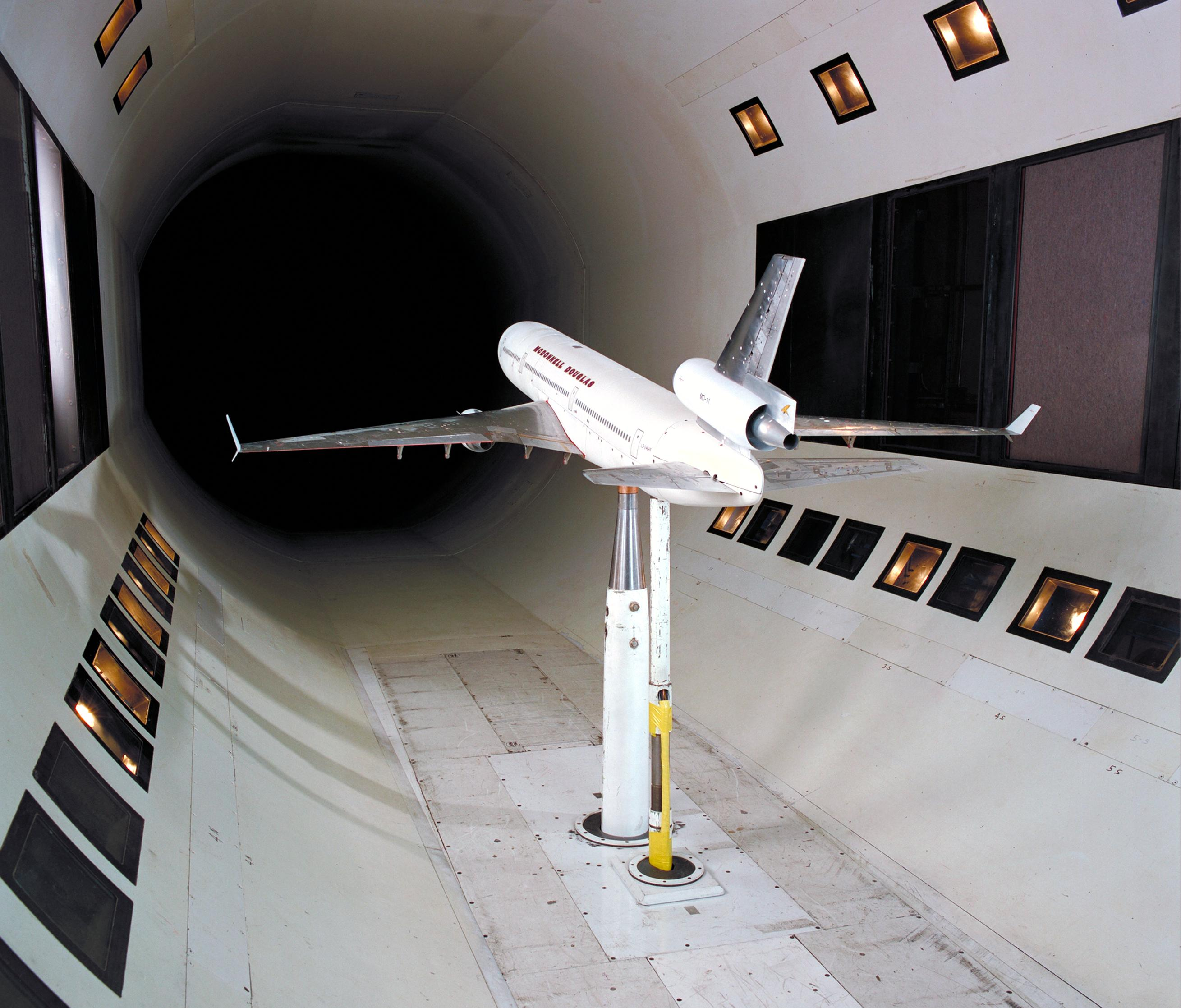
تونل باد ناسا با مدل هواپیما

اهمیت فراهم ساختن امکانات تجربی در داخل آزمایشگاه به منظور ایجاد جریان هوا که پرواز واقعی را در اتمسفر مدل کند به سال ۱۸۷۱ بر می‌گردد. در آن زمان فرانسیس ون هام (Frsncis Wenham) در انگلستان اولین تونل باد تاریخ را ساخته و مورد استفاده قرار می‌دهد.
از آن تاریخ تا اواسط سال ۱۹۳۰ تقریباً همه تونل‌های باد به منظور ایجاد جریان‌هایی با سرعت ۰ تا ۲۵۰ مایل بر ساعت طراحی شدند.
در اواخر سال ۱۹۴۰، گسترش و توسعه هواپیماها به‌طور فزاینده‌ای گران شد همچنین هزینهٔ طراح‌های ناموفق هواپیما رو به افزایش بود. به همین علت طراحان هواپیما به دنبال راهی برای مدل کردن هواپیما به صورت ریاضی و شبیه‌سازی پایداری و کنترل می‌گشتند تا آن جایی که دیگر نیازی به ساخت هواپیما نباشد. این مسئله با افزایش سرعت هواپیماها همراه شد و باعث افزایش نیاز به تونل‌های باد پیچیده‌تر گشت. و به‌طور اختصاصی بعد از جنگ جهانی دوم به تونل‌های ما فوق صوت نیاز بود.
تونل‌های باد ما فوق صوت به صورتی کار می‌کنند که بر خلاف منطق به نظر می‌آید؛ مثلاً در گلوگاه تونل باد تنگ شده انتظار می‌رود که سرعت بادی که از میان آن عبور می‌کند افزایش یابد بنابراین به نظر می‌آید که در چنین تونل بادهایی مدل باید در گلوگاه قرار گیرد، تا با سطح بالاتری از سرعت جریان در تماس باشد. اما واقعیت بدین گونه‌است که به محض رسیدن جریان به این قسمت سرعت هواپیما به ۱ ماخ می‌رسد، هوا متراکم و گرم می‌شود. وقتی که هوا از این گلوگاه عبور می‌کند (در واقع سرعتش بیشتر از ۱ ماخ است) انرژی که در هوا به علت متراکم شدن و گرم شدن ذخیره شده بود، به انرژی جنبشی تبدیل می‌شود. به بیان دیگر تمام این انرژی ذخیره شده مجبور به تبدیل شدن به گونه دیگری از انرژی می‌باشد و در فرم جدید میزان زیادی هوا با سرعت بسیار بالا در حال حرکت از میان تونل می‌باشد. تونل باد ما فوق صوت به این طریق کار می‌کند و مدل در مقطعی از تونل که گشاد می‌شود قرار می‌گیرد.
تعداد بسیار زیادی تونل ما فوق صوت کوچک در دهٔ ۴۰ میلادی مورد استفاده بودند اما طراحان هواپیما به تونل‌های بزرگتری برای مدل‌هایشان نیاز داشتند. در سال ۱۹۴۸ کمیتهٔ ملی مشورتی هوانوردی (ناکا) شروع به ساخت تونل بادهای مافوق صوتی با ابعاد ۱٫۲*۱٫۲ متر در مرکز تحقیقاتی لانگلی در سواحل اتلانتیک در ویرجینیا کرد. در همین زمان تأسیسات دیگر ناسا در مرکز ایمز واقع در کالیفرنیا نیز شروع به شاخت تونل مافوق صوت نسبتاً بزرگتر و پیچیده‌تر کرد.
(اما مشکلاتی هم وجود داشت). به خاطر اینکه حتی نقص‌های بسیار کوچک در دیوارهٔ تونل باعث فشرده شدن هوا و ایجاد شک ویو می‌شود، تونل‌های ما فوق صوت به دیوارهی داخلی بسیار صافی نیاز دارند. بسیاری از همین اصول به کار رفته در تونل‌های مافوق صوت در تونل‌های ماورائ صوت به کار گرفته شدند تا سرعت‌های بالاتر از ماخ ۵ نیز ایجاد شود. اما چندین مشکل دیگر نیز در این تونل‌ها وجود دارد. یکی از آن‌ها قدرت بسیار زیاد لازم برای شتاب دادن هوا می‌باشد، بنابراین بیشتر تونل بادهای ماورائ صوت نمی‌توانند به‌طور مرتب و پیوسته کار کنند زیرا میزان بسار زیادی هوای فشرده را ذخیره می‌کند و در مدت بسار کوتاهی به‌طور پیوسته رها می‌سازد. به همین علت تونل‌های ماورائ صوت دارای تانک‌های بزرگی برای نگهداری هوای فشرده دارند. مشکل دیگر این می‌باشد که هوایی که از محفظهٔ تراکم خارج می‌شود، به علت تبدیل انرژی حرارتی آن به انرژی جنبشی سرد می‌شود. در این تونل‌ها تا آنجایی هوا ممکن است سرد شود که به مایع تبدیل شود. این یک موضع سادهٔ رطوبت ایجاد شده در هنگاه کندانس کردن (چگال کردن) هوا نیست. خود هوا تبدیل به مایع می‌شود (نه رطوبت موجود در هوا). برای جلوگیری از این تغییر فاز، هوا را وقتی که در محفظهٔ نگهداری می‌باشد قبل از رهاسازی به‌طور عمدی گرم می‌کنند. برای مثال در تونل‌های باد با سرعت‌های ماخ ۱۰، هوا تا ۱۶۴۹ درجهٔ سانتی گراد گرم می‌شود تا وقتی رها می‌شود تغییر فاز ندهد (به مایع تبدیل نشود).
متد دیگر برای دست یابی به سرعت‌های بالا این می‌باشد که مدل را از داخل لولهٔ یک اسلحه، در داخل تونل باد بر خلاف جریان شلیک کرد. در این حالت سرعت مدل با سرعت جریان هوا جمع می‌شود و سرعت شبیه‌سازی شدهٔ بالایی را ایجاد می‌کند. مدل‌ها در حالی که با سرعت بالا حرکت می‌کنند، عکس برداری می‌شوند. در این متد به خاطر این که برای رسیدن به سرعت‌های ماورائ صوت فقط هوا به تنهایی حرکت نمی‌کند، مشکلی در رابطه با مایع شدن (تغییر فاز) هوا ایجاد نمی‌شود. اما مدل‌ها در پروسهٔ آزمایش از بین می‌روند.
یکی از پیشرفت‌های مهم در طول این مدت (۱۹۴۰ تا ۱۹۵۰)، شیارهای داخل دیوارهٔ تونل باد بود. یک مشکل بزرگ با تونل‌های باد این بود که جریان هوای ردشده از مدل می‌تواند با دیوارهٔ تونل برخورد کند و به سمت مدل برمی گردد یا در وسایل ای آزمایش اختلال ایجاد می‌کند. ری رایت، یک محقق در مرکز تحقیقاتی لانگلی پیشنهاد کرد که شیارهایی در دیوارهٔ تونل باد ایجاد شود تا هوا در اطراف مدل راحت‌تر حرکت کند. یک گروه دیگر از متخصصان آیرودینامیک به سرپرستی جان استک این روش را در یک تونل مافوق صوت به کاربردند که فوراً بسیاری از مشکلاتی را که آن‌ها در سرعت‌های نزدیک ماخ ۱ با آن مواجه بودند حل کرد. به عنوان نتیجهٔ کار آن‌ها جایزهی کلییرترافی در سال ۱۹۹۵ به استک و گروه او داده شد. جایزه‌ای که مهم‌ترین پیشرفت در دانش هوانوردی در سال را نشان می‌دهد.
همچنین استفاده کردن از تونل باد برای طراحی هواپیماهای جدید، مشکلات دیگری را نیز که بر روی هواپیماهایی که تازه عملیاتی شده بودند (تازه ساخته شده‌اند) تأثیر می‌گزارد حل می‌کند. یک مشکل که هواپیماهایی که در دمای پایین پرواز می‌کنند عاجز می‌کند یخ می‌باشد. یخ بر روی ملخ‌ها و بدنهٔ هواپیما، مخصوصاً بال‌ها تشکیل می‌شود و بر عملکرد هواپیما تأثیر مخربی دارد. تشکیل یخ به‌طور اختصاصی روی بال‌ها بد می‌باشد زیرا می‌تواند لیفت را از بین برده باعث از دست رفتن ارتفاع هواپیما وسقوط آن می‌شود یا می‌تواند جلوی حرکت سطوح کنترل را گرفته و پرواز را برای خلبان غیرممکن کند.
توسعهٔ ساخت تونل‌های یخی در دههٔ ۴۰ برای مطالعه روی این مسئله شروع شد. آن‌ها شبیه تونل‌های سادهٔ مادون صوت ساده هستند اما با سیستم خنک‌کننده‌ای که می‌تواند هوا را به خوبی تا زیر دمای یخ زدن (دمای انجماد آب) خنک کند مجهز شده‌اند. قطرات آب درون جریان هوا افشانده می‌شود تا روی بدنهٔ هواپیما یخ بزنند. مهندسان تشکیل یخ روی هواپیما را نظارت می‌کنند. وسائل ضدیخ مثل گرم کن‌های برقی یا لوله‌های شامل مایع ضدیخ مثل الکل در قطعاتی از هواپیما که بیشتریین میزان یخ تشکیل می‌شود نصب شده‌اند. در تونل یخ وقتی یخ شروع به تشکیل روی بدنهٔ هواپیما می‌کند، گرم کن‌ها روشن می‌شونند و محققان تأثیر این وسایل را در جلوگیری از تشکیل یخ را بررسی می‌کنند.
مدل‌های دیگری از تونل‌های باد نیز موجود است. "تونل‌های گردش" که رفتار هواپیما را وقتی که خارج از کنترل، پرواز و شروع به گردش می‌کند (در اصطلاح خلبانان به آن انحراف از پرواز کنترل شده می‌گویند) را آزمایش می‌کنند. این تونل‌ها آزمایش می‌کنند که آیا در این حالت خلبان می‌تواند پرواز را به حالت عادی برگرداند یا باید اجکت کند. تونل‌های پرواز آزاد نیز وجود دارند، جایی که مدل‌ها توسط کنترل از راه دور واقعاً به پرواز در می‌آیند، به کمک خلبانی که در اتاق کنترل نشسته و سیگنال‌ها را از طریق کابل متصل به هواپیما می‌فرستد. تونل‌های کوره مانندی برای تست چگونگی رفتار موشک‌ها و فضاپیماها در جریان‌های دما بالا وجود دارند؛ مثلاً وقتی که در حال برگشت به اتمسفر زمین هستند. تونل‌های مغناطیسی نیز وجود دارند. جایی که مدل داخل تونل توسط میدان‌های بسیار قدرتمند مغناطیسی در حال تعادل نگه داشته می‌شوند و اندازه‌گیری‌های بسیار دقیق تری برداشته شود.
قبل از دههٔ ۵۰ میلادی بیشتر تونل‌های باد، در ایالات متحده ساخته شدند وهمه توسط ناکا اداره می‌شدند. اما در سال ۱۹۴۶ در نتیجهٔ یک مطالعه در مورد تونل‌های باد در ایالات متحده این پیشنهاد شد که صنعت و دانشگاه‌ها نقش بزرگتری در توسعهٔ تونل‌های باد دارند. این مسئله به عقد قرار داد تونل باد ملی در ۱۹۴۹ سرانجام یافت. قرار داد، تونل‌های باد مافوق صوت جدید را در سه تاٌسیسات اصلی ناکا را مقرر کرد. همچنین برایجاد تونل‌های مافوق صوت مشخص در دانشگاه‌ها پا فشاری می‌کرد. پیشرفت‌ها در تونل‌های باد دانشگاهی به صورت پایه‌ای از دو جهت مهم بود، تا هم نتایج تحقیقات ناکا را چک کند و هم مهندسان جدید در علم آئرودینامیک آموزش دهد، و کمتر شدن نقش بودجهٔ دولت در تحقیقات تونل باد را نشان دهد.
برای سال‌ها تونل‌های باد راه کم خرج تری را برای تست هواپیما نسبت به ساخت هواپیما با سایز اصلی ارائه کردند. اما تحقیقات تونل باد نیز گران بوده و هست. آزمایش یک طرح جدید هواپیما در یک تونل باد میلیون‌ها دلار خرج دارد. در نتیجه طراحان به‌طور فزاینده‌ای به سمت کامپیوتر و متدهایی، که حل عددی مکانیک سیالات (هوا، آب، ...) گفته می‌شود، تغییر مسیر دادند. متدی که جریان سیال را به‌طور کامل شبیه‌سازی می‌کند. کامپیوترهای قدرتمند نسبتاًارزان بوده و مدل‌های کامپیوتری خیلی راحت‌تر از مدل‌های فیزیکی که از پلاستیک، آهن یا چوب ساخته می‌شوند قابل تغییر هستند.
امروزه تونل‌های باد کمتر و کمتر مورد استفاده قرار می‌گیرند و تونل‌های باد غول پیکری که مورد نیاز بودند و در دهه‌ها ۴۰ و ۵۰ میلادی در بسیاری از مراکز تحقیقاتی آیرودینامیک شروع به کار کردند، هک اکنون فقط گاهی اوقات به عنوان پشتوانهٔ شبیه‌سازی‌های کامپیوتری مورد استفاده هستند تا ثابت کنند که حدس‌های عددی درست هستند. گرچه در بسیاری از موارد مهم، طراحان هواپیما مجبور به استفاده از تونل‌های باد برای آزمایش طرح‌هایشان بعد از شبیه‌سازی و حدس اشتباه هستند. برای مثال موشک هوا پرتاب «پگاسوس ایکس ال» تلفات داد، در یک نقص ایرودینامیکی در پرواز که پیش‌بینی نشده بود. اما در طول سال‌ها بیشتر تونل‌های بزرگ باد ساخت ناکا ممکن است به‌طور کامل خاموش شوند. صدای مهیب آن‌ها با صدای وزوز کردن فن کامپیوترها جانشین شده‌است.

## آشنایی با تحلیل جریان بر روی مدل در تونل باد
شکل زیر جزئیات جریان هوا در اطراف یک هواپیمای مدل را که در یک تونل بادر در حال تست می‌باشد، نشان می‌دهد. دانشمندان برای بررسی مقاومت هواپیما و عملکرد مناسب آن، مدل هواپیمای مورد نظر را ساخته و آن را درون تونل باد تست می‌نمایند. با رسیدن سرعت پرواز هواپیمای مدل به سرعت صوت، از امواج صوتی تولید شده توسط موتور خود سبقت می‌گیرد و امواج فشاری را در پشت سر خود به جای می‌گذارد.
در شکل روبرو نقطه ۱ امواج تولید شده در اثر شکستن دیوار صوتی را نشان می‌دهد.
این امواج همان گونه که در نقطه ۲ مشاهده می‌شود با دور شدن از هواپیما کوچک‌تر می‌شوند.
نقطه ۳ بازوی فلزی نگهدارنده هواپیمای مدل را در درون تونل باد نشان می‌دهد.
همان گونه که در نقطه ۴ مشاهده می‌شود، امواج فشاری مانند امواج آب بر روی یک استخر به سمت خارج پخش می‌شوند.
نقطه ۵ نیز منحرف شدن هوا در برخورد با دماغه هواپیما را نشان می‌دهد.
تونل باد دارای ۵ مقطع می‌باشد که در شکل زیر مشاهده می‌شوند:
در این شکل نقطه ۱ فن تونل را نشان می‌دهد. فن‌های عظیم به کار گرفته شده در تونل‌های باد، وظیفه تولید جریان باد را برعهده دارند.
مقطع ۲، ورودی هوای تونل باد را نشان می‌دهد. هوا در این مرحله پس از گذشتن از یک محفظه لانه زنبوری، موازی دیواره‌های تونل جهت می‌گیرد و وارد بخش بعد می‌شود.
مقطع ۳، سطح مقطع عبور هوا را کم می‌کند و باعث می‌شود سرعت حرکت هوا نسبت به ورودی افزایش یابد.
مقطع ۴ محل تست می‌باشد. حسگرهای نصب شده در این مقطع اثرات باد بر روی هواپیما را بررسی می‌کنند.
مقطع ۵ نیز سطح مقطع عبور جریان را افزایش می‌دهد تا سرعت باد کاهش یافته و از تونل خارج شود. هوای خروجی یک مدار بسته را طی خواهد نمود و مجدداً به تونل وارد خواهد شد.
تست‌ها برای رساندن نیروی برا به حداکثر و نیروی پسا به حداقل مقدار خود به کار می‌روند. تونل‌های باد بسیار پر هزینه و خطرناک می‌باشند.
هوا در تونل بادهایی که با ۱۰ برابر سرعت صوت حرکت می‌کند ممکن است آن قدر سرد شود که به مایع تبدیل شود.
تست کردن در تونل باد کار بسیار پیچیده‌ای می‌باشد و امروزه کم‌کم جای خود را به روش‌های CFD (دینامیک سیالات محاسبه‌ای) یا (computational fluid dynamics) می‌دهند. در این روش مدل به صورت کامپیوتری و با کمک معادلات پیچیده ریاضی ساخته می‌شود.
روش‌های کامپیوتری، جریان هوا بر روی بال را نیز مدل می‌کنند و به بررسی آن کمک فراوان می‌کنند.

### مآخذ
- Racing Helmet Design, James C. Paul, P.E., Airflow Sciences Corporation, http://www.airflowsciences.com/sites/default/files/casestudies/Racing_Helmet_Design.pdf
- Going with the flow, Aerospace Engineering & Manufacturing, March 2009, pp. 27–28 Society of Automotive Engineers
- Lissaman, P. B. S. (1 January 1983). "Low-Reynolds-Number Airfoils". Annual Review of Fluid Mechanics. 15 (1): 223–239. Bibcode:1983AnRFM..15..223L. CiteSeerX 10.1.1.506.1131. doi:10.1146/annurev.fl.15.010183.001255
- Chanetz, Bruno (August 2017). "A century of wind tunnels since Eiffel" (PDF). Comptes Rendus Mécanique. 345 (8): 581–94. Bibcode:2017CRMec.345..581C
- Hiebert, David M. (2002). "Public Law 81-415: The Unitary Wind Tunnel Plan Act of 1949 and the Air Engineering Development Center Act of 19491" (PDF). Retrieved 3 April 2014.